# Misje dyplomatyczne Chile

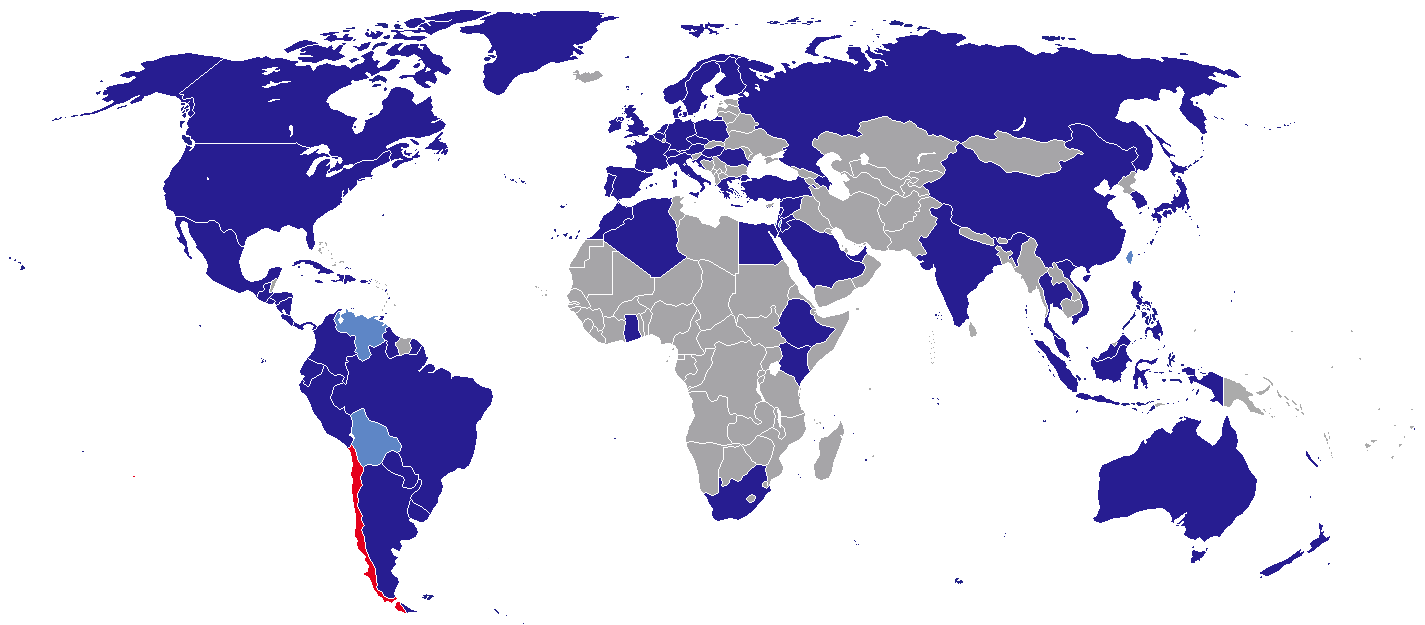
Kraje, w których Republika Chile ma swoje przedstawicielstwa dyplomatyczne

Misje dyplomatyczne Chile – przedstawicielstwa dyplomatyczne Republiki Chile przy innych państwach i organizacjach międzynarodowych. Poniższa lista zawiera wykaz obecnych ambasad i konsulatów zawodowych. Nie uwzględniono konsulatów honorowych.

## Europa
- Austria
  - Wiedeń (Ambasada)
- Belgia
  - Bruksela (Ambasada)
- Chorwacja
  - Zagrzeb (Ambasada)
- Czechy
  - Praga (Ambasada)
- Dania
  - Kopenhaga (Ambasada)
- Finlandia
  - Helsinki (Ambasada)
- Francja
  - Paryż (Ambasada)
- Grecja
  - Ateny (Ambasada)
- Hiszpania
  - Madryt (Ambasada)
  - Barcelona (Konsulat generalny)
- Holandia
  - Haga (Ambasada)
  - Amsterdam (Konsulat generalny)
- Irlandia
  - Dublin (Ambasada)
- Niemcy
  - Berlin (Ambasada)

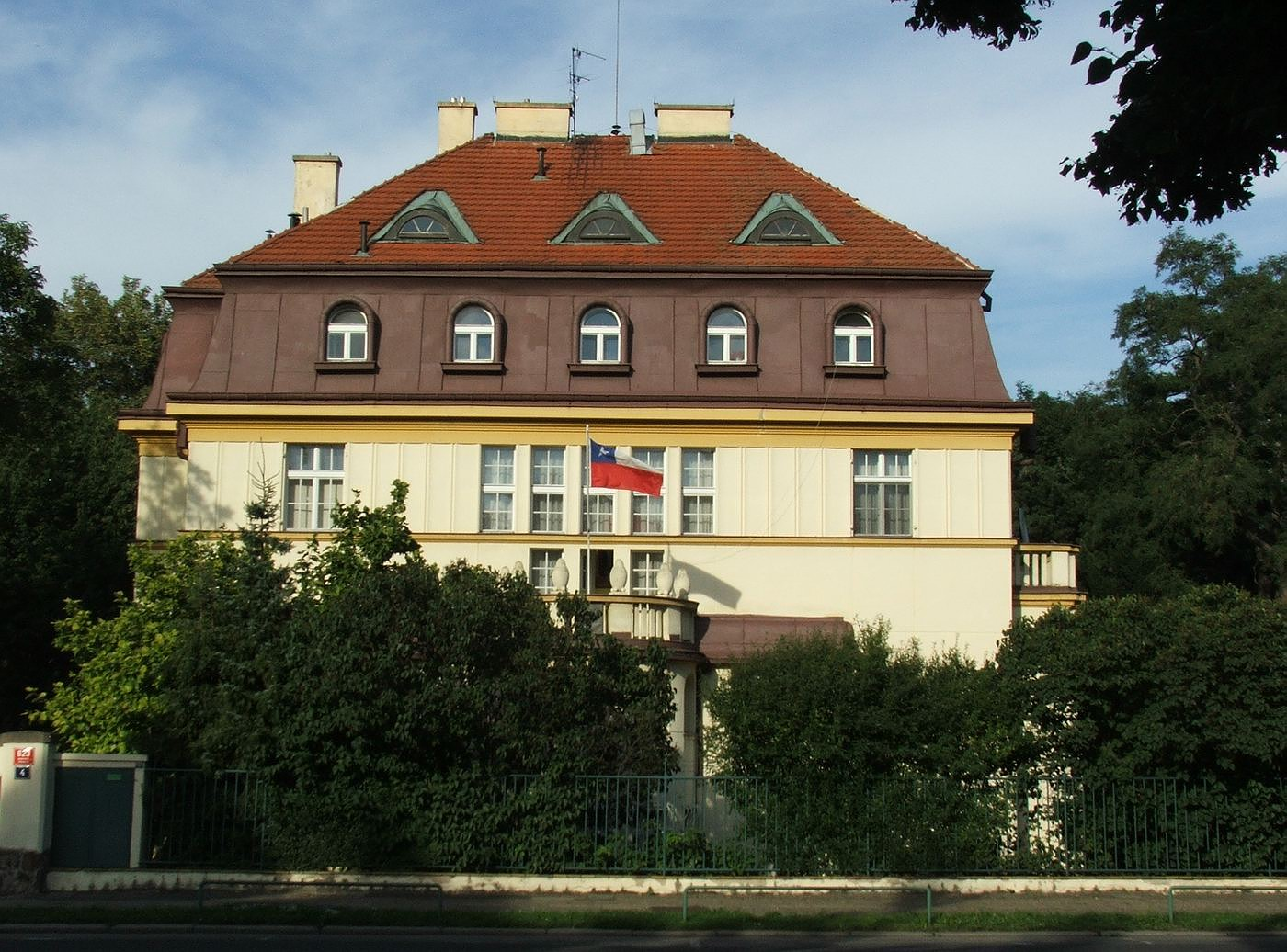
Ambasada Chile w Pradze

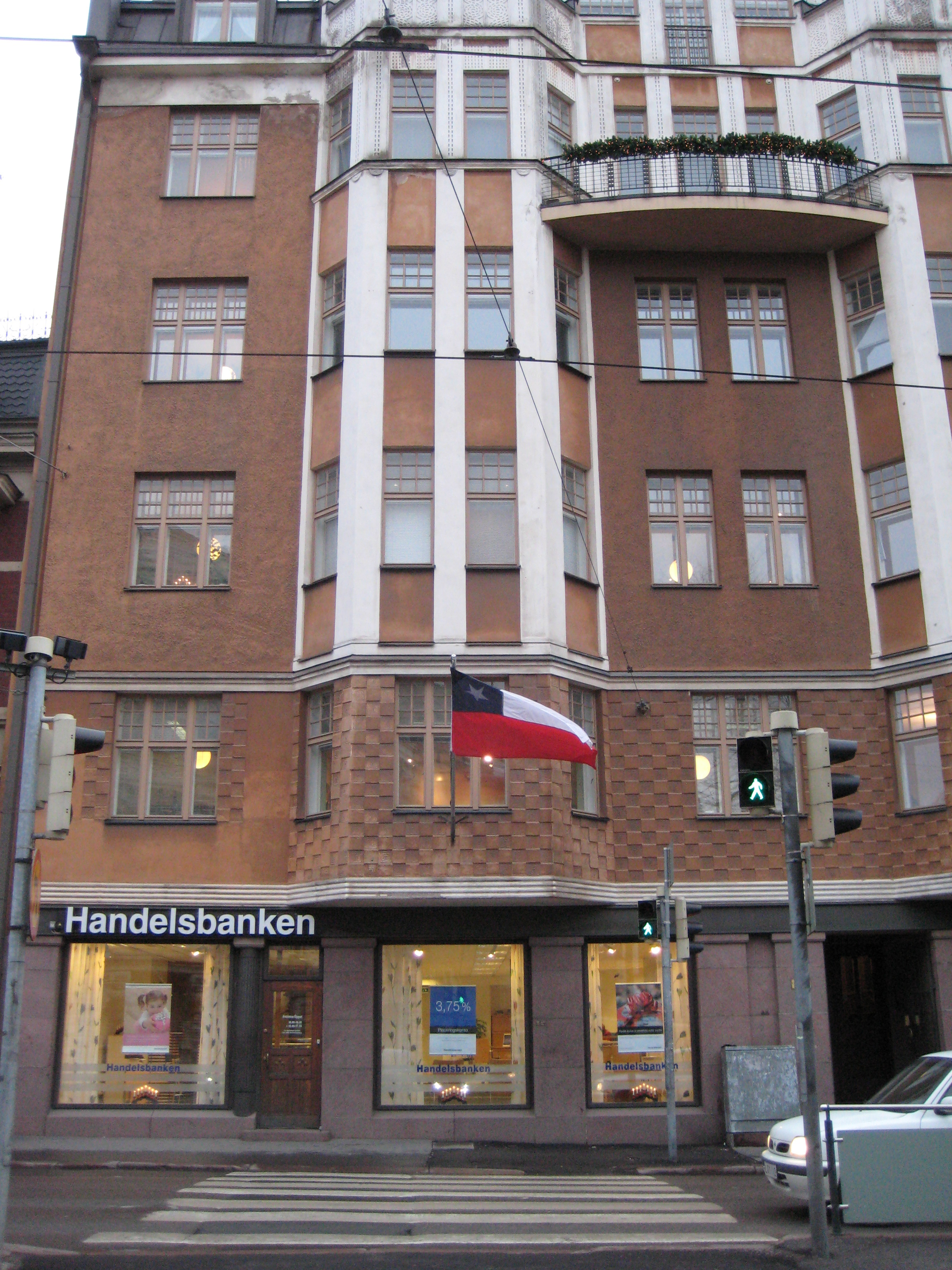
Ambasada Chile w Helsinkach

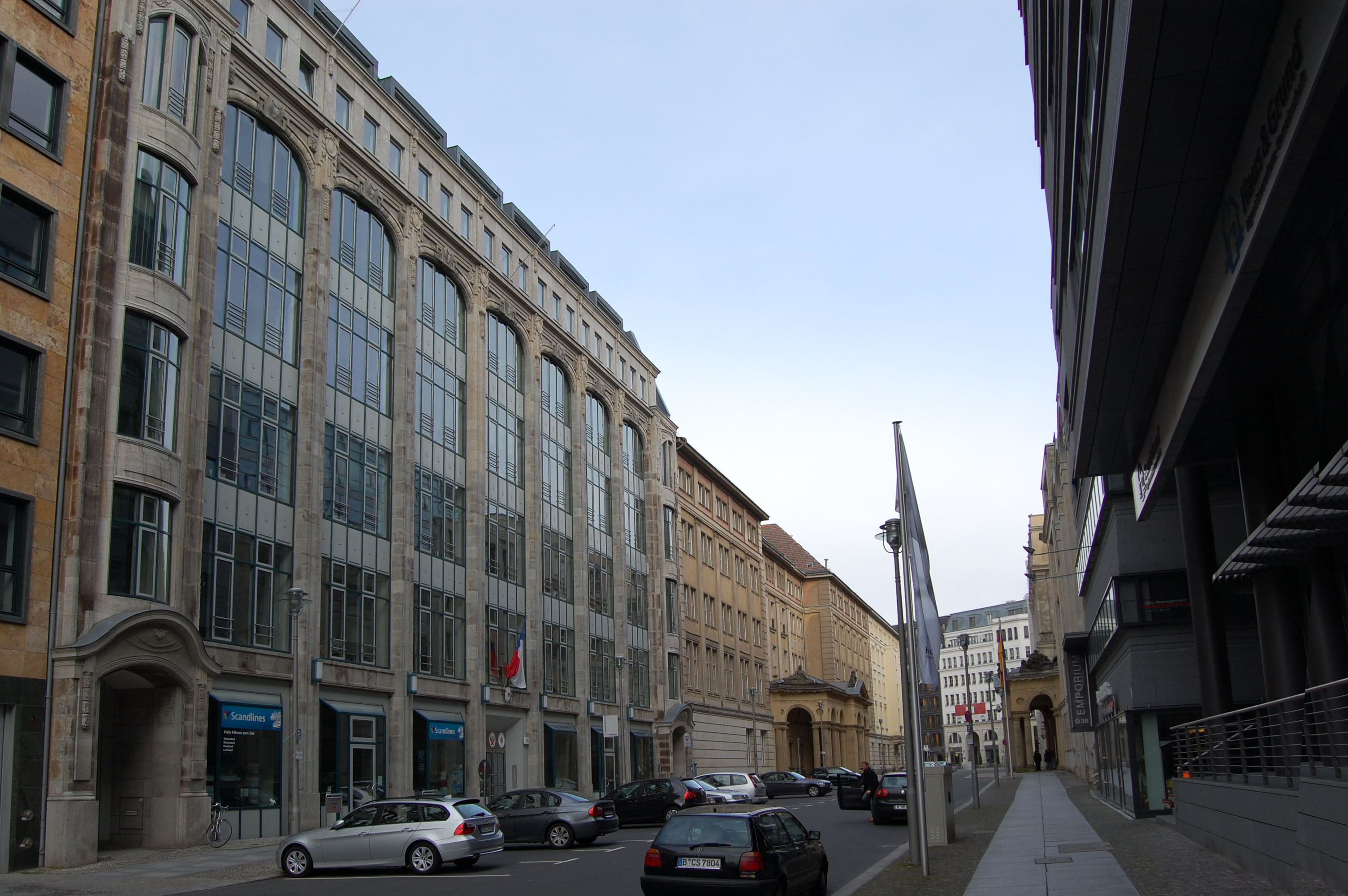
Ambasada Chile, Peru i Liechtensteinu w Berlinie

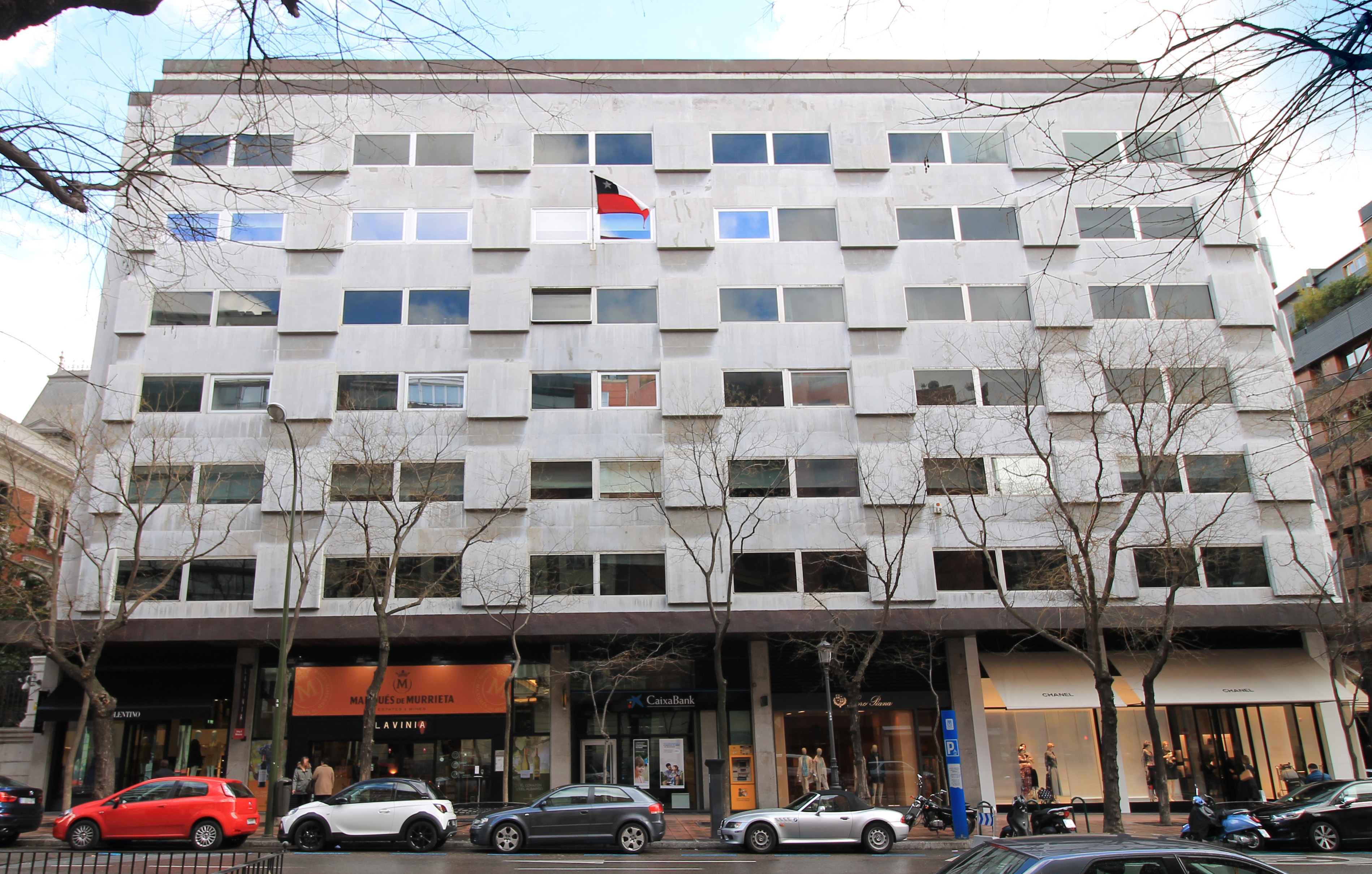
Ambasada Chile w Madrycie

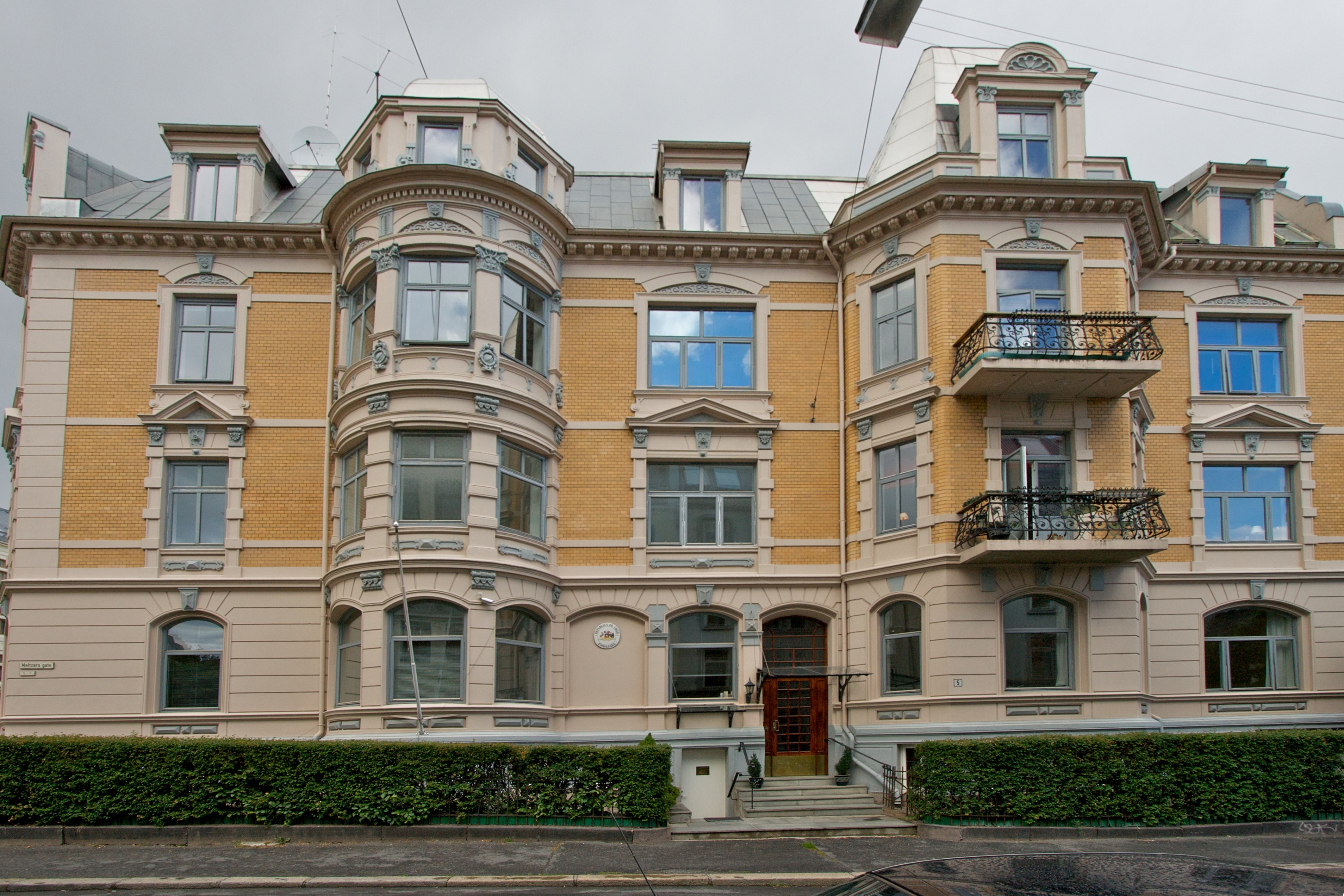
Ambasada Chile w Oslo

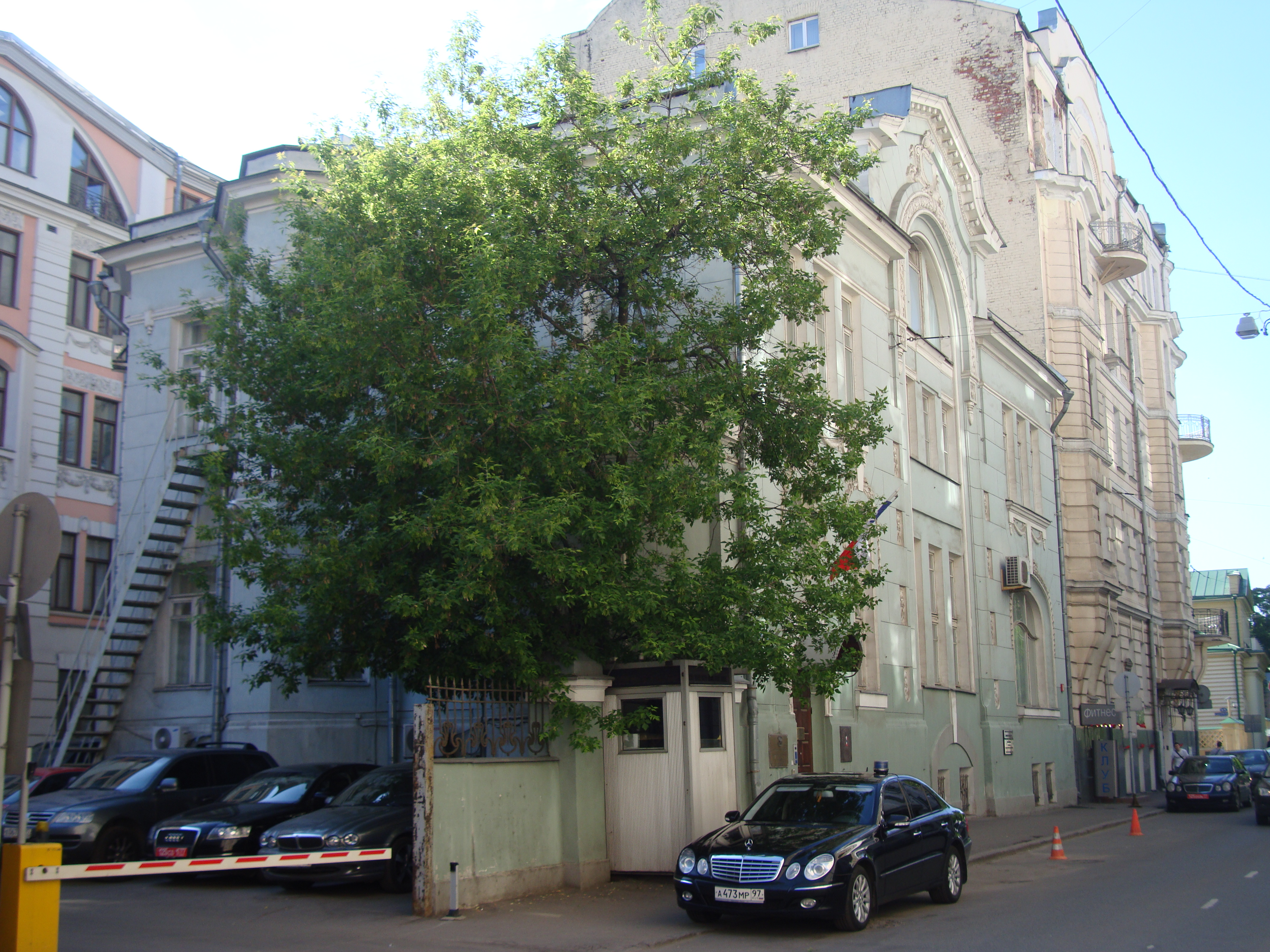
Ambasada Chile w Moskwie

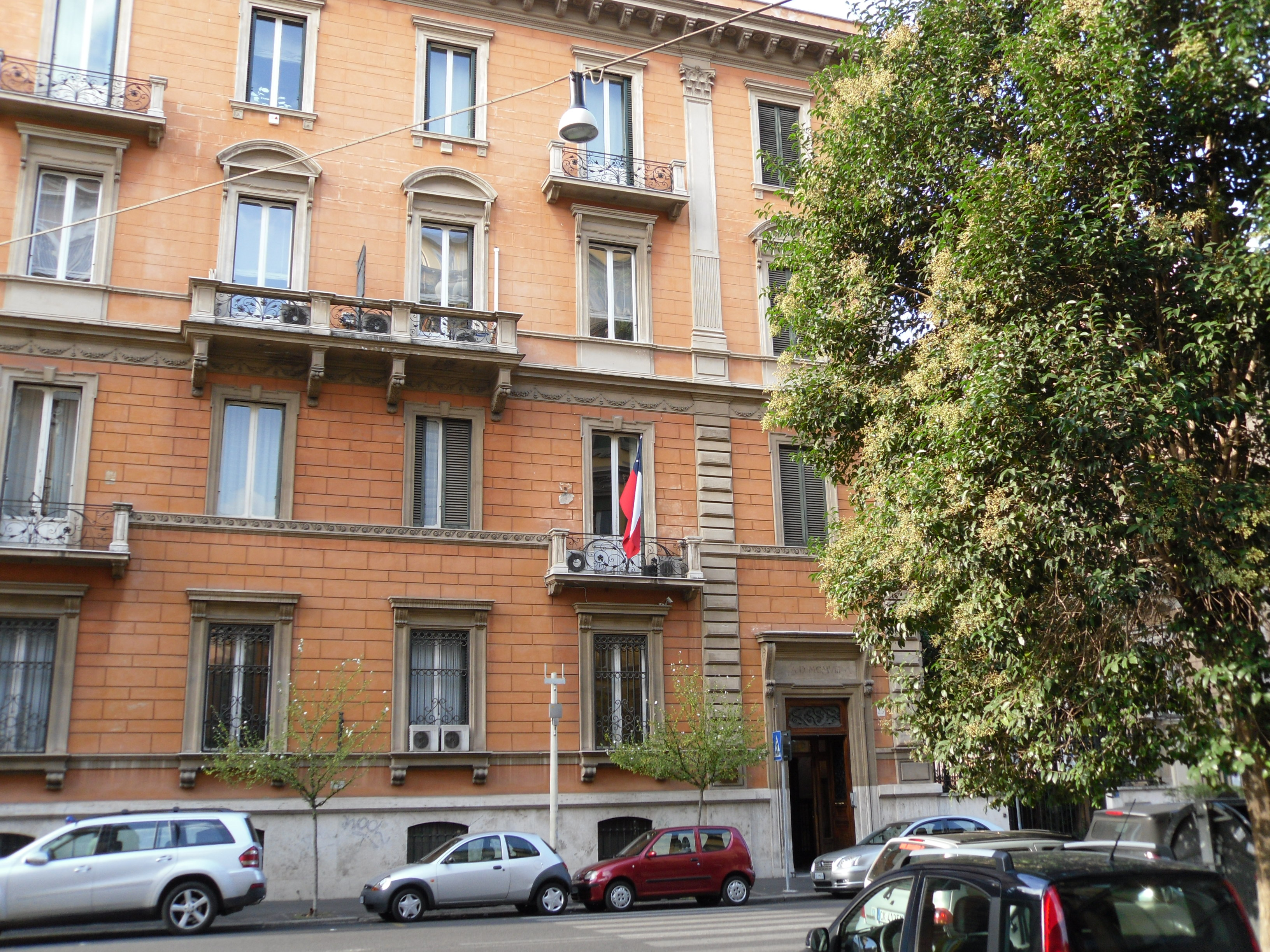
Ambasada Chile w Rzymie

  - Frankfurt nad Menem (Konsulat generalny)
  - Hamburg (Konsulat generalny)
  - Monachium (Konsulat generalny)
- Norwegia
  - Oslo (Ambasada)
- Polska
  - Warszawa (Ambasada)
- Portugalia
  - Lizbona (Ambasada)
- Rosja
  - Moskwa (Ambasada)
- Rumunia
  - Bukareszt (Ambasada)
- Stolica Apostolska
  - Rzym (Ambasada)
- Szwajcaria
  - Berno (Ambasada)
- Szwecja
  - Sztokholm (Ambasada)
  - Göteborg (Konsulat generalny)
- Turcja
  - Ankara (Ambasada)
- Węgry
  - Budapeszt (Ambasada)
- Wielka Brytania
  - Londyn (Ambasada)
- Włochy
  - Rzym (Ambasada)
  - Mediolan (Konsulat generalny)

## Ameryka Północna, Środkowa i Karaiby
- Dominikana
  - Santo Domingo (Ambasada)
- Gwatemala
  - Gwatemala (Ambasada)
- Haiti
  - Port-au-Prince (Ambasada)
- Honduras
  - Tegucigalpa (Ambasada)
- Jamajka
  - Kingston (Ambasada)
- Kanada
  - Ottawa (Ambasada)
  - Montreal (Konsulat generalny)
  - Toronto (Konsulat generalny)
  - Vancouver (Konsulat generalny)
- Kostaryka
  - San José (Ambasada)
- Kuba
  - Hawana (Ambasada)
- Meksyk
  - Meksyk (Ambasada)
- Nikaragua
  - Managua (Ambasada)
- Panama
  - Panama (Ambasada)
- Salwador
  - San Salvador (Ambasada)
- Stany Zjednoczone
  - Waszyngton (Ambasada)
  - Chicago (Konsulat generalny)
  - Houston (Konsulat generalny)
  - Los Angeles (Konsulat generalny)
  - Miami (Konsulat generalny)
  - Nowy Jork (Konsulat generalny)

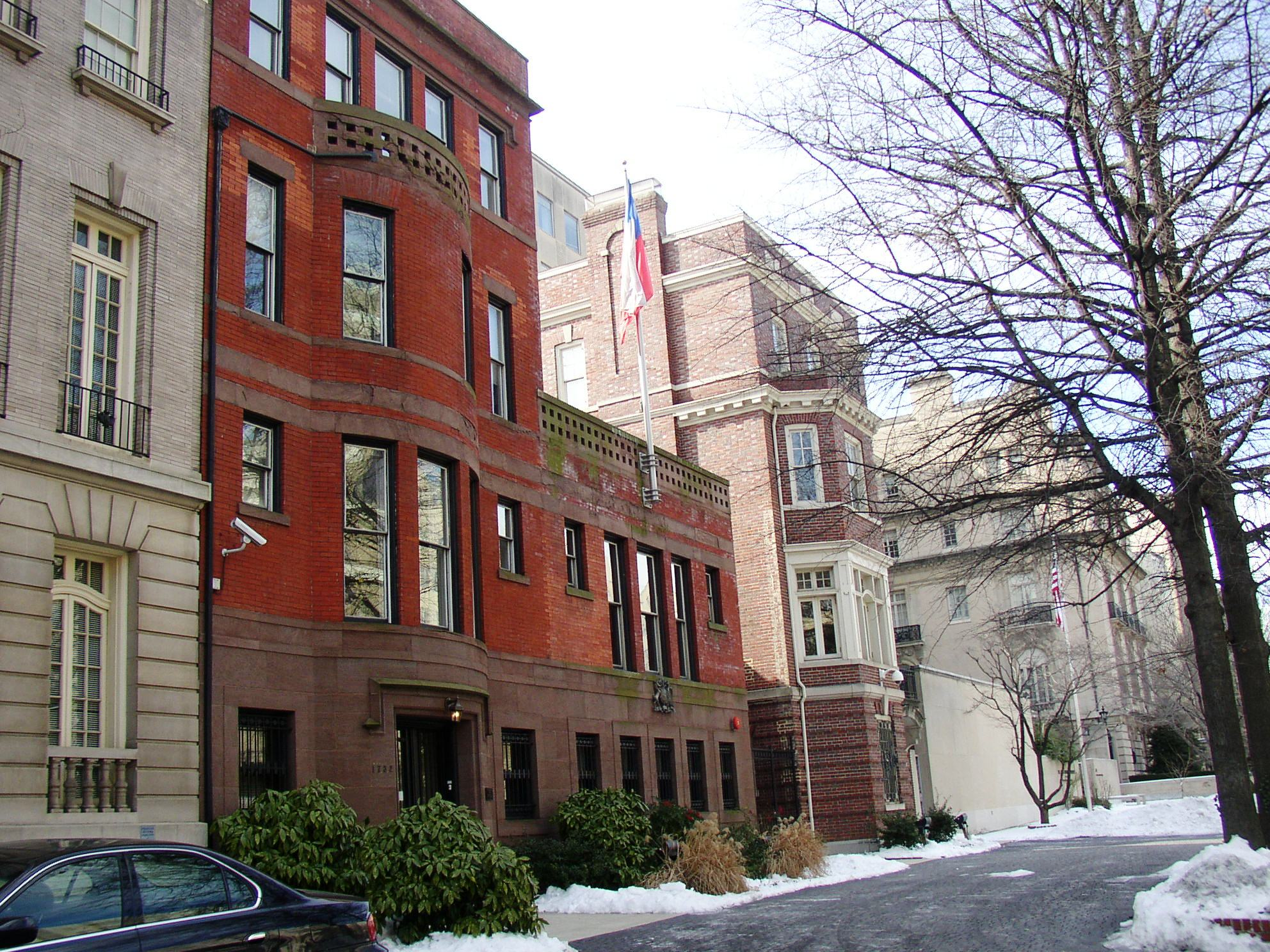
Ambasada Chile w Waszyngtonie

  - San Francisco (Konsulat generalny)
- Trynidad i Tobago
  - Port-of-Spain (Ambasada)

## Ameryka Południowa
- Argentyna
  - Buenos Aires (Ambasada)
  - Bariloche (Konsulat generalny)
  - Córdoba (Konsulat generalny)
  - Mendoza (Konsulat generalny)
  - Neuquén (Konsulat generalny)
  - Río Gallegos (Konsulat generalny)
  - Rosario (Konsulat generalny)
  - Salta (Konsulat generalny)
  - Bahía Blanca (Konsulat)
  - Mar del Plata (Konsulat)
  - Comodoro Rivadavia (Konsulat)
  - Río Grande (Konsulat)
  - Ushuaia (Konsulat)
- Boliwia
  - La Paz (Konsulat generalny)
  - Santa Cruz de la Sierra (Konsulat generalny)
- Brazylia
  - Brasília (Ambasada)
  - Porto Alegre (Konsulat generalny)
  - Rio de Janeiro (Konsulat generalny)
  - São Paulo (Konsulat generalny)
- Ekwador
  - Quito (Ambasada)
  - Guayaquil (Konsulat generalny)
- Kolumbia
  - Bogota (Ambasada)
- Paragwaj
  - Asunción (Ambasada)
- Peru
  - Lima (Ambasada)
  - Tacna (Konsulat generalny)
- Urugwaj
  - Montevideo (Ambasada)
- Wenezuela
  - Caracas (Ambasada)
  - Puerto Ordaz (Konsulat)

## Afryka
- Algieria
  - Algier (Ambasada)
- Egipt
  - Kair (Ambasada)
- Kenia
  - Nairobi (Ambasada)
- Maroko
  - Rabat (Ambasada)
- Południowa Afryka
  - Pretoria (Ambasada)

## Azja
- Chiny
  - Pekin (Ambasada)
  - Hongkong (Konsulat generalny)
  - Szanghaj (Konsulat generalny)
- Filipiny
  - Manila (Ambasada)
- Indie
  - Nowe Delhi (Ambasada)
- Indonezja
  - Dżakarta (Ambasada)
- Izrael
  - Tel Awiw-Jafa (Ambasada)
- Japonia
  - Tokio (Ambasada)
- Jordania
  - Amman (Ambasada)
- Korea Południowa
  - Seul (Ambasada)
- Liban
  - Bejrut (Ambasada)
- Malezja
  - Kuala Lumpur (Ambasada)
- Palestyna
  - Ramallah (Przedstawicielstwo)
- Singapur
  - Singapur (Ambasada)
- Syria
  - Damaszek (Ambasada)
- Tajlandia
  - Bangkok (Ambasada)
- Wietnam
  - Hanoi (Ambasada)
- Zjednoczone Emiraty Arabskie
  - Abu Zabi (Ambasada)

## Australia i Oceania

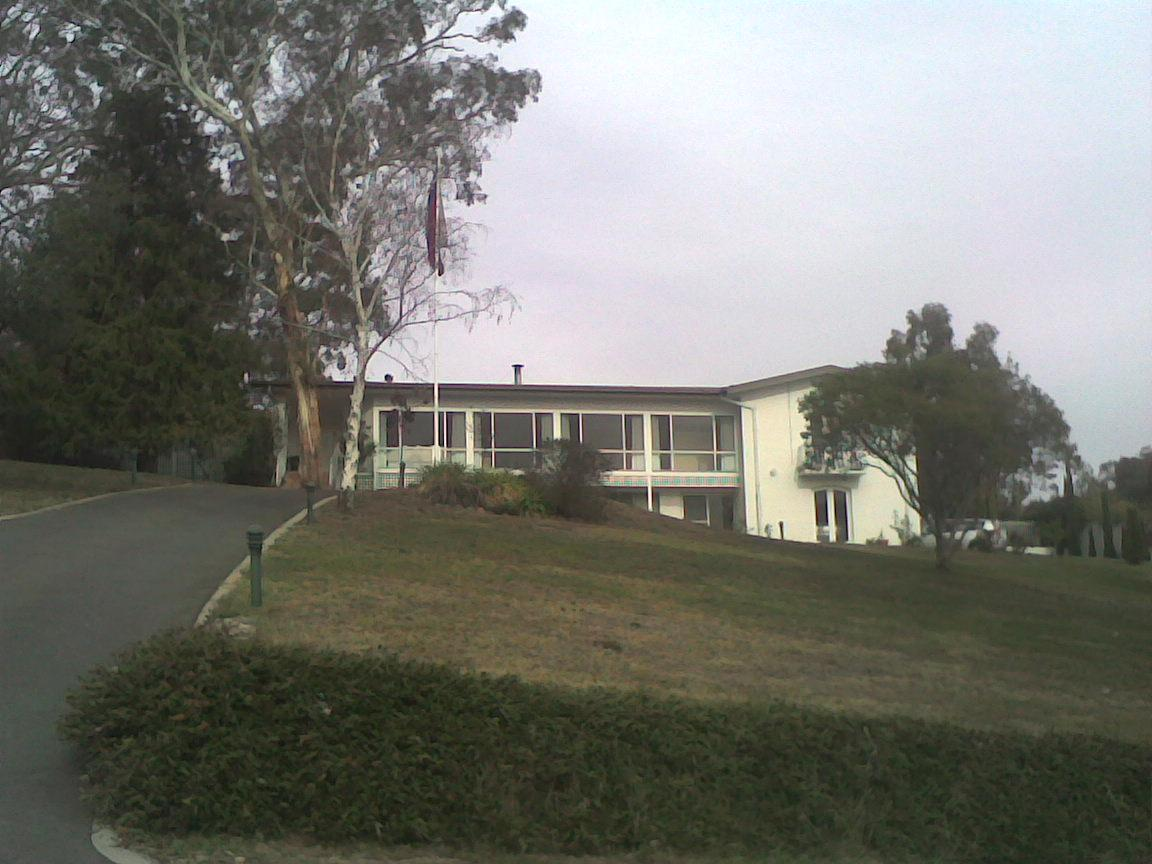
Ambasada Chile w Canberze

- Australia
  - Canberra (Ambasada)
  - Melbourne (Konsulat generalny)
  - Sydney (Konsulat generalny)
- Nowa Zelandia
  - Wellington (Ambasada)

## Organizacje międzynarodowe
- Nowy Jork - Stałe Przedstawicielstwo przy Organizacji Narodów Zjednoczonych
- Genewa - Stałe Przedstawicielstwo przy Biurze Narodów Zjednoczonych i innych organizacjach
- Paryż - Stałe Przedstawicielstwo przy UNESCO
- Wiedeń - Stałe Przedstawicielstwo przy Biurze Narodów Zjednoczonych
- Bruksela - Stałe Przedstawicielstwo przy Unii Europejskiej
- Montevideo - Misja przy ALADI
- Waszyngton - Stałe Przedstawicielstwo przy Organizacji Państw Amerykańskich